# Playtime (film)
Pour les articles homonymes, voir Playtime.
Pour plus de détails, voir Fiche technique et Distribution.
Playtime (parfois écrit Play Time) est un film franco-italien réalisé par Jacques Tati, tourné entre 1964 et 1967 et sorti en 1967.

## Synopsis
Playtime est organisé en six séquences, reliées entre elles grâce à l'utilisation de deux personnages qui se croiseront au cours du récit : Barbara, une jeune touriste américaine en visite à Paris, et M. Hulot, qui a un rendez-vous avec un personnage important. Les séquences sont les suivantes :
- à l'aéroport : un groupe de touristes américaines arrive à Orly et découvre un Paris futuriste fait d'immeubles de verre et d'acier, froids et impersonnels ;
- les bureaux : M. Hulot attend un rendez-vous important, mais il se perd dans un dédale de bureaux et finit par se retrouver dans une exposition ;
- l'exposition des inventions : M. Hulot et les touristes américaines découvrent de nouvelles inventions, dont une porte silencieuse et un balai équipé de phares ;
- les appartements-vitrines : à la nuit tombée, M. Hulot rencontre un camarade de régiment qui l'invite dans son appartement ultramoderne ;
- le Royal Garden : M. Hulot, qui, après avoir échappé à son ami, a finalement rencontré par hasard l'homme avec lequel il avait rendez-vous plus tôt dans la journée, se retrouve, grâce à un autre camarade de régiment, à l'inauguration du restaurant Royal Garden en compagnie des touristes américaines. Mais les travaux sont à peine finis et le club de nuit chic connaît de sérieux problèmes de rodage, les premiers clients essuyant les plâtres. Au petit matin, quelques rescapés de la folle nuit, clients et employés, se retrouvent dans un drugstore, où des ouvriers viennent prendre leurs premiers cafés ;
- le carrousel des voitures : la ville se remet au travail, dans un ballet de véhicules, et le car des touristes américaines reprend la route de l'aéroport. À son bord, Barbara découvre en déballant le cadeau souvenir (un foulard avec des dessins de Paris) que lui a fait parvenir M. Hulot, accompagné d'un bouquet factice de branches de muguet dont les courbes sont semblables aux lampadaires qui bordent la route d'Orly. La nuit tombant, les lumières s'allument toutes à la suite, synchronisées avec le thème musical du film qui accompagnera peu à peu le fondu au noir final.

## Fiche technique
- Titre : Playtime
- Réalisation : Jacques Tati
  - Assistants-réalisateurs : Nicolas Ribowski, Henri Marquet, Jean Lefebvre, Akira Endo, Marie-France Siegler et Norbert Terry (non crédité)
- Scénario : Jacques Tati, avec la collaboration de Jacques Lagrange
  - Dialogues anglais : Art Buchwald
- Montage : Gérard Pollicand
  - Assistants : Sophie Tatischeff, Jean-François Gallaud et Denise Giton
- Photographie : Jean Badal et Andréas Winding
- Son : Jacques Maumont
- Décors : Eugène Roman
  - Assistants : Jacques Brizzio, Jacques d'Ovidio, Théobald Meurisse, Jacques Paris et Maurice Sergent
  - Accessoiristes : André Pierdel, Henri Berger et Jacques Preisach
- Costumes : Jacques Cottin
- Scriptes : Sylvette Baudrot, Lucille Costa et Marie-Thérèse Cabon
- Musique : Francis Lemarque
  - Orchestration et arrangements : François Rauber
  - Compositeur  de la chanson Take My Hand : Dave Stein
  - Compositeur  des thèmes africains : James Campbell[2]
- Production : Bernard Maurice
  - Production associée : René Silvera
- Sociétés de production : Specta Films (France), Jolly Films (Italie)
- Pays de production :  France,  Italie
- Langues originales : français, anglais et allemand
- Format : couleur par Eastmancolor — 65 mm — 1,85:1 — son stéréo 3 pistes: gauche - centre - droit
- Genre : comédie
- Durée : 124 minutes
- Dates de sortie :
  - France : 16 décembre 1967
  - Italie : 29 mars 1968
- Affiche : René Ferracci (France)

## Distribution
- Jacques Tati : M. Hulot
- Barbara Dennek : Barbara, la touriste américaine[3]
- Jacqueline Lecomte : l'amie de Barbara
- John Abbey : M. Lacs
- Valérie Camille : la secrétaire de M. Lacs
- France Delahalle : une cliente dans le grand magasin
- France Rumilly : la vendeuse de lunettes
- Laure Paillette : première dame à la lampe
- Colette Proust : deuxième dame à la lampe
- Georges Montant : M. Giffard, chef de service
- Erica Dentzler : Mme Giffard
- Yvette Ducreux : la demoiselle du vestiaire
- Rita Maiden : la compagne de M. Schultz
- Nicole Ray : la chanteuse
- Luce Bonifassy : cliente du Royal Garden
- Evy Cavallaro : cliente du Royal Garden
- Alice Field : cliente du Royal Garden
- Eliane Firmin-Didot : cliente du Royal Garden
- Ketty France : cliente du Royal Garden
- Nathalie Jem : cliente du Royal Garden
- Oliva Poli : cliente du Royal Garden
- Sophie Wennek : cliente du Royal Garden
- Yves Barsacq : l'ami de M. Hulot
- Jack Gauthier : le guide
- Henri Piccoli : le monsieur important
- Léon Doyen : le vieux portier
- Billy Kearns : M. Schulz
- Reinhard Kolldehoff : le directeur allemand
- Grégoire Katz : le vendeur allemand
- Marc Monjou : le faux M. Hulot barbu
- Tony Andal : le chasseur du Royal Garden
- André Fouché : le directeur du Royal Garden
- Georges Faye : l'architecte du Royal Garden
- Michel Francini : le maître d'hôtel du Royal Garden
- François Viaur : un serveur du Royal Garden

### Non crédités
- Marie-Pierre Casey : la caissière du Royal Garden
- André Badin : l'employé au tabouret à l'aéroport
- Madeleine Bouchez
- James Campbell[2]
- Patrick Balkany : un danseur au Royal Garden[4]
- Paulette Frantz : dame qui attend un avion[réf. nécessaire]

## Tournage
Tati s'est montré extrêmement perfectionniste au cours du tournage, au point d'épuiser parfois son équipe qui l'avait alors surnommé (non sans humour) "Tatillon". Il avait fait reconstituer une ville moderne entière (« Tativille ») sur un terrain vague près des Studios de Joinville-le-Pont (à l'emplacement de l'ancien « Camp des Canadiens », entre la Redoute de Gravelle et l'École Du Breuil) par une centaine d'ouvriers en bâtiment qui utilisèrent 1 200 m2 de vitres, 3 500 m2 de revêtements plastiques, 3 000 m3 de bois et 45 000 m3 de béton. Le tournage dura près de trois ans (d'octobre 1964 à octobre 1967).
Si l'on s'en tient au scénario, Playtime est un film qui, à l'origine, devait faire plus de trois heures. Tati avait déjà fait des coupes au moment du tournage[pas clair] en arrachant quarante pages du scénario. Il en a d'abord projeté en décembre 1967 une version de deux heures et trente-quatre minutes, qu'il a immédiatement ramenée à deux heures et quinze minutes. En 1978, quand le film ressort, les exploitants ne veulent pas d’un film de plus de deux heures, parce que ça leur fait perdre une séance dans la journée.
La fin du film est relativement improvisée par rapport à ce qu'elle aurait dû être. Il était même prévu que, au dernier plan, le personnage sorte de l'écran et soit projeté en ombre chinoise sur les murs de la salle, afin de montrer que le film s'inscrivait dans la vie réelle. Tout était prévu, une société travaillait sur les trucages, mais Tati a fini par renoncer, car il n'en avait plus les moyens.
Playtime est l'un des rares films français à avoir été tournés en 70 mm. Tati s'en explique ainsi : « Si je tourne en super 8, je vais filmer une fenêtre, en 16 mm je vais en avoir quatre, en 35 mm je vais en avoir douze et en 70 mm, je vais avoir la façade d'Orly ». Ce format lui permet de montrer la démesure de l'architecture par rapport à l'homme, ainsi que d'immerger le spectateur, le 70 mm permettant d'« ouvrir une fenêtre, une baie sur ce qui nous entoure, que les gens […] se parlent carrément, se montrent les endroits, les objets : - Tiens regarde là, regarde… - Quoi ? - T'as vu, regarde là, y a un avion qui fond ».

## Accueil et conséquences
Échec commercial à sa sortie, éreinté par certains critiques comme Henry Chapier, qui le qualifie de « navet monumental », il est considéré par beaucoup comme le chef-d'œuvre du cinéaste et même, pour certains (David Lynch, par exemple), comme l'un des plus grands films de l'Histoire. C'est un film ambitieux dans sa forme (dialogues secondaires avec des passages en anglais et en allemand non sous-titrés, mouvements géométriques et circulaires millimétrés frôlant l'abstraction, jeux de reflets incessants, métaphores enchaînées) et qui fut, toutefois, salué à sa sortie par Le Monde ou Le Nouvel Observateur.
Du fait de l'échec commercial (refus du marché américain de le distribuer en dépit de son Oscar pour Mon oncle) et du coût énorme du film (le budget, au départ de deux millions de francs de l’époque, a enflé jusqu’à plus de quinze, soit un passage de trois à vingt millions d'euros de 2014), la société de production de Tati fit faillite et ce dernier, qui avait été jusqu'à hypothéquer sa maison, fut un temps dépossédé de ses droits : il mettra près de dix ans à essayer de recouvrer son indépendance financière, y laissant un peu de sa santé. Il put néanmoins, dans la foulée, réaliser deux autres films, dont Trafic avec l'immortel M. Hulot.
Tati voulut transformer ses décors en une école de cinéma, certains producteurs l'ayant sollicité pour y tourner d'autres films. Les autorités responsables des terrains et des studios ne lui laisseront pas l'occasion d'y rester. Tati sera chassé et, par dépit, il jettera le manuscrit de son scénario sous les décors au cours des opérations de démolition, lancées malgré la promesse d'André Malraux qu'ils pourraient être recyclés à d'autres usages.
Le site des anciens décors de Playtime a finalement définitivement disparu en 1975, lors de la construction de l'autoroute A4. Il se situerait actuellement au niveau de la chaussée de l'autoroute A4 entre la Redoute de Gravelle (école de police) et le stade municipal Jean-Pierre-Garchery de Joinville-le-Pont.

## Analyse

### Choix du titre
« J'aurais pu appeler ça « le temps des loisirs » mais j'ai préféré prendre Playtime. Dans cette vie moderne parisienne, il est très chic d'employer des mots anglais pour vendre une certaine marchandise : on range des voitures dans des « parkings », les ménagères vont faire leurs courses au « supermarket », il y a un « drugstore », le soir au « night-club » on vend les liqueurs « on the rocks », on déjeune dans des « snacks » et quand on est très pressés dans des « quick ». Je n'ai pas trouvé de titre en français. »

— Jacques Tati

### Influences
D'un point de vue critique, il est intéressant de rapprocher ce film d'autres œuvres mettant en scène la ville comme Metropolis de Fritz Lang et Alphaville de Jean-Luc Godard.[réf. nécessaire] On peut également voir dans la séquence de la fête du Royal Garden une forte source d'inspiration pour le film The Party de Blake Edwards.

## Restauration
La société Les Films de mon Oncle, créée par Jérôme Deschamps, petit-cousin par alliance de Jacques Tati, est propriétaire des documents, des photos et des photogrammes de Playtime, et des films de Jacques Tati. Elle a fait restaurer Playtime en 2002 sous la direction de François Ede. Le résultat est une version de deux heures et quatre minutes, plus courte de onze minutes que la version montée par Tati ; en effet, les négatifs de certaines parties n'ont pas été retrouvés. Cette opération a coûté plus de 800 000 euros.

## PlaytimeetL'Opéra des jours heureux
Francis Lemarque écrivit ultérieurement des paroles sur le thème principal qu'il avait composé pour le film. Cette valse s'intitule L'Opéra des jours heureux et a été interprétée par Juliette Gréco. La chanson donna son nom au super 45 tours de Gréco paru en janvier 1968 :
Je vais te chanter l'opéra des jours heureux

Au coin d'une rue rien que pour nous deux,

Sans un musicien pour m'accompagner dans mon refrain,

Sans un comédien pour réciter ton rôle et le mien.